# توکای تک‌رنگ قهوه‌ای
توکای تک‌رنگ قهوه‌ای (نام علمی: Turdus haplochrus) گونه‌ای از پرندگان خانواده توکایان و بومی بولیوی است.
زیستگاه طبیعی آن جنگل‌های جلگه‌ای نمناک نیمه‌گرمسیری یا گرمسیری است.